# Другой человек
«Другой человек» или «Другой мужчина» (англ. A Different Man) — художественный фильм американского режиссёра Аарона Шимберга в жанрах чёрной комедии и психологического триллера со Себастианом Стэном и Ренате Реинсве в главных ролях. Премьера состоялась в январе 2024 года на кинофестивале «Сандэнс», в феврале 2024 года фильм показали в рамках основной программы 74-го Берлинского международного кинофестиваля. Стэн получил за свою работу Серебряного медведя.

## Сюжет
Главный герой фильма — молодой актёр Эдвард, чьё лицо изуродовала болезнь. Тем не менее он востребован в кино, и у него завязываются отношения с соседкой — драматургом по имени Ингрид. Эдварду делают пластическую операцию, и он превращается в красавца, а Ингрид сообщают, что он умер. В дальнейшем герою удаётся добиться успехов в сфере торговли недвижимостью. Однажды он случайно встречает Ингрид на улице и узнаёт, что та написала пьесу о нём, которая готовится к постановке. Теперь Эдвард понимает, что вместе с красивой внешностью он ничего не обрёл, но зато потерял многое. К тому же он знакомится с Освальдом — уродливым внешне, но не страдающим из-за этого и способным располагать к себе людей.

## В ролях
- Себастиан Стэн — Эдвард Лемюэль / Гай Морац
- Ренате Реинсве — Ингрид Волд
- Адам Пирсон — Освальд
- Майлз Дж. Джексон
- Патрик Ван — режиссер ролика о корпоративной этике
- Нил Дэвидсон — Корри
- Майкл Шеннон — играет сам себя
- Лиана Ранси — Фиона
- Кэролайн — Вивиан
- Джуни Смит — Нестор

## Премьера и восприятие
Премьера картины состоялась в январе 2024 года на кинофестивале «Сандэнс», а в феврале 2024 года «Другого человека» показали на 74-м Берлинском международном кинофестивале. Фильм был включён в основную программу, Себастиан Стэн получил Серебряного медведя за лучшую роль.
Первая реакция фестивальной публики была неоднозначной. Критики отмечают, что главный герой картины может считаться «современной реинкарнацией Квазимодо», высоко оценивают игру Себастьяна Стэна. По мнению рецензента Елены Трусовой, Ренате Реинсве в фильме «нечего играть», так как её персонаж (Ингрид) прописан слишком поверхностно. При этом Трусова видит в «Другом человеке» черты кинофантастики 1980-х годов, причудливых комедий в духе Вуди Аллена, боди-хоррора.